# 李陳常
李陳常（生年不詳—卒年不詳），字時夏。浙江嘉興府秀水縣（今嘉興市）人。清朝政治人物。

## 生平
康熙四十二年（1703年）癸未科第三甲第二名同進士出身。授刑部郎中。
四十八年（1709年），會試同考官。
授兩淮鹽運使。
五十三年（1714年），兩淮鹽運使，升陝西道監察御史，改兩淮巡鹽御史。胞兄弟年羹尧同党直隶总督李维钧，子李宗信娶張懋誠之女，即大诗人張問陶故祖母。